# Willy DeVille
William Borsey Jr., dit Willy DeVille, est un chanteur, compositeur et acteur américain, né le 25 août 1950 à Stamford (Connecticut) et mort dans la nuit du 6 au 7 août 2009 d'un cancer du pancréas à New York (États-Unis).

## Biographie
William Paul Borsey Jr., né à Stamford, dans le Connecticut, est fils de menuisier charpentier. Sa grand-mère maternelle avait des origines pequote, basque et irlandaise[réf. nécessaire].
Il quitte tôt l'école et part vivre à New York, fréquente les lieux de la nuit à Lower East Side et au West Village. Il se passionne pour le blues des guitaristes Muddy Waters et John Lee Hooker et, à 14 ans à peine, fonde un groupe à San Francisco.
Jusqu'en 1986, il est le leader de Mink DeVille, un groupe au personnel variable de la scène new-yorkaise qui se produit au night-club CBGB. Le groupe trouve le succès au Royaume-Uni en 1977 avec le tube Spanish Stroll de l'album Cabretta. Toujours en Europe, en 1980, Willy et son guitariste vont à Paris pour enregistrer le troisième album du groupe, Le Chat bleu, qui rencontre un grand succès. 
En 1987, Willy DeVille entame une carrière solo avec Miracle en collaboration avec Mark Knopfler de Dire Straits. Sa femme Lisa Leggett, épousée en 1984, devient son manager.
Vers 1990, il s'installe à La Nouvelle-Orléans, dont l'ambiance musicale colore les albums suivants. Willy DeVille y enregistre Victory Mixture en 1990, suivi de Backstreets of Desire en 1992, où figure son grand tube, la reprise de Hey Joe version mariachi, qui lui vaut un succès international, et auquel collaborent le légendaire bluesman Dr. John, inspirateur d'Eric Clapton et des Rolling Stones, David Hidalgo des Los Lobos, Efrain Toro, Mariachi los Camperos and Jimmy Zavala et Zachary Richard.
Sortent ensuite Loup Garou en 1996, puis Horse of a Different Color en 1999, quand sa femme Lisa se suicide en 2001. Après 15 années passés à La Nouvelle-Orléans et dans le sud-ouest des États-Unis, DeVille revient à New York en 2003 et s'y installe avec sa troisième femme, Nina Lagerwall. Travaillant en studio et à la scène sur place, il poursuit également ses tournées en Europe, se produisant principalement lors des grands festivals d'été. Son dernier album studio, Pistola, paraît au début de 2008 et Willy semble avoir trouvé son rythme de croisière.
Mais sa longue addiction à l'héroïne a ravagé son foie : une hépatite C se déclare en février 2009 et un cancer du pancréas en mai. Dans la nuit du 6 au 7 août, quelques semaines avant son 59e anniversaire, Willy DeVille s'éteint à New York.
L'originalité des chansons de Willy DeVille s'ancre dans leur mélange des différents styles de musique américaine traditionnelle, blues, doo-wop, musique cajun avec des références aux airs de cabaret français, aux rythmes d'Amérique latine. Jack Nitzsche, Doc Pomus, Dr. John, Mark Knopfler, Allen Toussaint, Eddie Bo ont été ses principaux collaborateurs durant sa carrière en solo. Pour le compositeur et producteur Jack Nitzsche, DeVille a été le meilleur chanteur avec lequel il ait travaillé.

## Discographie avec Mink DeVille
- Cabretta (en) (1977, Capitol)
- Return to Magenta (en) (1978, Capitol)
- Le Chat Bleu (1980, Capitol)
- Coup de Grace (1981, Atlantic)
- Savoir faire (1982, Pathe Marconi, Compilation 1981 Capitol Records) (compilation)
- Where Angels Fear to Tread (1983, Atlantic)
- Sportin' Life (1985, Polydor)

## Discographie solo
- 1980  : Heat of the moment (Music from the original motion picture soundtrack "Cruising")
- 1987  : Miracle
- 1990  : Victory Mixture'
- 1992  : Backstreets of Desire
- 1993  : Live from the Bottom Line to the Olympia Theatre
- 1995  : Loup Garou
- 1996  : Love & Emotion: The Atlantic Years (Compilation)
- 1999  : A Horse of a Different Color
- 2002  : In Berlin (The Willy DeVille Acoustic Trio)
- 2004  : Crow Jane Alley'
- 2008  : Pistola
- 2011  : Come a Little Bit Closer: The Best of Live (Compilation)

## Filmographie

### Comme compositeur
- 1987 : Princess Bride (musique de fin, Storybook Love)
- 1988 : Body and Soul
- 1994 : Bauernschach (TV)
- 2002 : Willy DeVille: The Berlin Concerts (TV)
- 2007 : Boulevard de la mort (Death Proof) : It's so easy (numéro 13 de la BO)

### Comme acteur
- 1986 : Va Banque : Hustler
- 1988 : Body and Soul : Willie
- 1988 : Homeboy : Moe's Bodyguard
- 1996 : Bullet : Willy Lookout

## Distinctions
- Grand prix du disque de l'académie Charles-Cros pour « (live) » (1993, Fnac Music)